# Möja kyrka
Möja kyrka är en kyrkobyggnad från 1769 på Stora Möja i Stockholms stift. Den är församlingskyrka i Djurö, Möja och Nämdö församling. Kyrkan ligger vid en vik på södra delen av Stora Möja i Stockholms skärgård. 
Kyrkogården från 1755 har formen av en oregelbunden rektangel och omges av lagda gråstensmurar som i norr och öster har karaktär av terrassmurar. På kyrkogården står en äldre timsten av huggen sandsten. Trappan framför vapenhuset i söder består av en gravhäll av röd sandsten som är hitflyttad från Värmdö kyrkogård. Strax söder om kyrkogården ligger en prästgård. Ett bårhus ritat av arkitekt Martin Hedman har tillkommit åren 1948-50 i samband med kyrkogårdens utvidgning åt norr.

## Kyrkobyggnaden
Kyrkan har en stomme av liggtimmer och står på en gråstensgrund. Byggnaden är orienterad i öst-västlig riktning och består av ett rektangulärt långhus med kyrktorn i väster. I norr finns en vidbyggd sakristia och i söder ett vidbyggt vapenhus. Långhuset har kopparklätt mansardtak som är valmat vid östra änden. Kyrktornets tak är belagt med kopparplåt. Ytterväggarna är klädda med stående träpanel.

### Föregående kapellbyggnad
Exakta tidpunkten när öns första kyrka uppfördes är inte känd. På en karta från 1630-talet finns ett kapell utsatt på ungefär samma plats där nuvarande kyrka ligger. Kapellet var knuttimrat och hade en sakristia. Exteriören var rödmålad och hade brädslagna knutar. Taket var täckt med tjärad näver. 1682 grävde man ett dike runt kapellet för att avleda vatten och avverkade samtidigt en del träd som stod alltför nära. 1729 tog man upp tre små fönster på södra sidan och 1752 försågs de med träluckor. Träkapellet revs 1768.

### Nuvarande kyrkas tillkomst och ombyggnader
Nuvarande träkyrka uppfördes 1768-69 under ledning av fortifikationsbyggmästare Carl Öhrn och invigdes 1769. Ett timrat vapenhus uppfördes 1839-1840 vid långhusets västra sida och försågs med en låg tornspira. Samtidigt brädslogs kyrkan. 1885 byggdes nuvarande tornspira i nygotisk stil och försågs med lanternin. Ytterväggarna kläddes då med pärlspåntade brädor. 1924 påbörjades en restaurering av interiören som avslutades först år 1938. Kyrkorummet fick vid denna tid sin nuvarande karaktär. 1924 försågs korfönstret med sin nuvarande glasmålning föreställande Guds öga. Glasmålningen ersatte en tidigare blyspröjsad målning med samma motiv som ansågs för blek. Under senare år har mindre åtgärder genomförts. 1957 installerades ett elektriskt uppvärmningssystem med radiatorer och bänkvärmare. Åren 1964-1965 byttes långhusets takbeläggning ut från tjärade spån till kopparplåt och 1966 byttes torntakets takbeläggning ut från järnplåt till kopparplåt.

## Inventarier
- Dopfunten i gustaviansk stil är från 1700-talets slut. Den är snidad i trä och har en kvadratisk form. I funten finns en infälld skål av kolmårdsmarmor. Under 1800-talet målades funten om i grått och placerades mitt för altaret. 1976 framtogs de ursprungliga färgerna som är marmorering i grönt med röda mittfält samt guldlister. Dopfunten står numera i koret till höger om altaret.
- Altartavlan är en oljemålning från 1700-talets början. Dess motiv är Kristus på korset.
- En tavla från 1500-talet av okänd konstnär föreställer Katarina av Alexandrias trolovning med Jesusbarnet. En tavla från 1600-talet är en kopia av Rubens Lansstöten.
- I koret hänger ett tremastat votivskepp från 1926. Skeppet är en kopia av ett votivskepp som församlingen förlorade 1885 och som finns i Nordiska museet.
- Nuvarande predikstol är tillverkad 1924 och har en äldre predikstol från 1600-talet som förebild. Föregående predikstol var tillverkad 1885. Predikstolen från 1600-talet förvaras i ett museum som finns inrymt i tornet.
- I kyrkorummet hänger tre ljuskronor. Mitt i kyrkorummet hänger den äldsta ljuskronan som är från slutet av 1600-talet. Ljuskronan är av gjuten mässing, har tolv armar i två kretsar och en mittstam som kröns av en dubbelörn. Ljuskronorna vid koret och orgelläktaren är från senare hälften av 1700-talet och består av kristallprismor på metallstomme.
- En mässhake av grön silkessammet har tyg med granatäpplemönster från 1400-talet. Ryggstycket har ett kors av grönt siden med silverbroderi från första hälften av 1700-talet. Framstycket har bårder av grönt siden med blomsterbroderier från omkring år 1770. Broderierna är av silke i färgerna rött, brunt, gult, blått och grönt.
- En svart mässhake har införskaffats 1840. Under 1900-talet har en vit och en grön mässhake skaffats in.
- Nattvardskärl med tillhörande paten är enligt stämplarna gjorda år 1710.
- En brudkrona av delvis förgyllt silver är inköpt omkring år 1860.
- Norr om altaret finns en korstol i rokoko som är en kopia tillverkad 1933.
- I kyrktornet hänger tre kyrkklockor. Storklockan är från 1794 medan lillklockan är från 1745. Båda är gjutna av G Meyer i Stockholm. Mellanklockan är gjuten 1913 av K G Bergholtz & Co, Stockholm.

### Orgel
- 1855-1856 byggde Anders Petter Halldén, Munktorp en orgel med 5 stämmor, en manual och bihängd pedal. Fasaden ritades av Ludvig Hedin.
- 1947 byggde Bo Wedrup, Uppsala en orgel med 8 stämmor, två manualer och pedal.
- Den nuvarande orgeln byggdes 1982 av Walter Thür Orgelbyggen AB, Torshälla och är en mekanisk orgel. Fasaden är från 1855 års orgel. Orgeln renoverades, disponerades om något och utökades med en stämma under 2018 av orgelbyggare Jan Börjesson.

| Huvudverk I         | Svällverk II      | Pedal      | Koppel |
| Rörflöjt 8'         | Gedackt 8'        | Subbas 16´ | I/P    |
| Principal 8'        | Fugara 8'         |            | II/P   |
| Oktava 4'           | Voix celeste 8'   |            | II/I   |
| Oktava 2'           | Spetsflöjt 4'     |            |        |
| Sesquialtera 2 chor | Nasard 2 2/3'     |            |        |
|                     | Tremulant         |            |        |
|                     | Crescendosvällare |            |        |

### Webbkällor
- Upplandia.se - En site om Uppland
- Djurö, Möja och Nämdö församling informerar
- Möja kyrka, Stockholm 2008, © Stockholms stift, Text: Susanna Detthoff, Foto: Mattias Ek